# Giuseppe Squillante

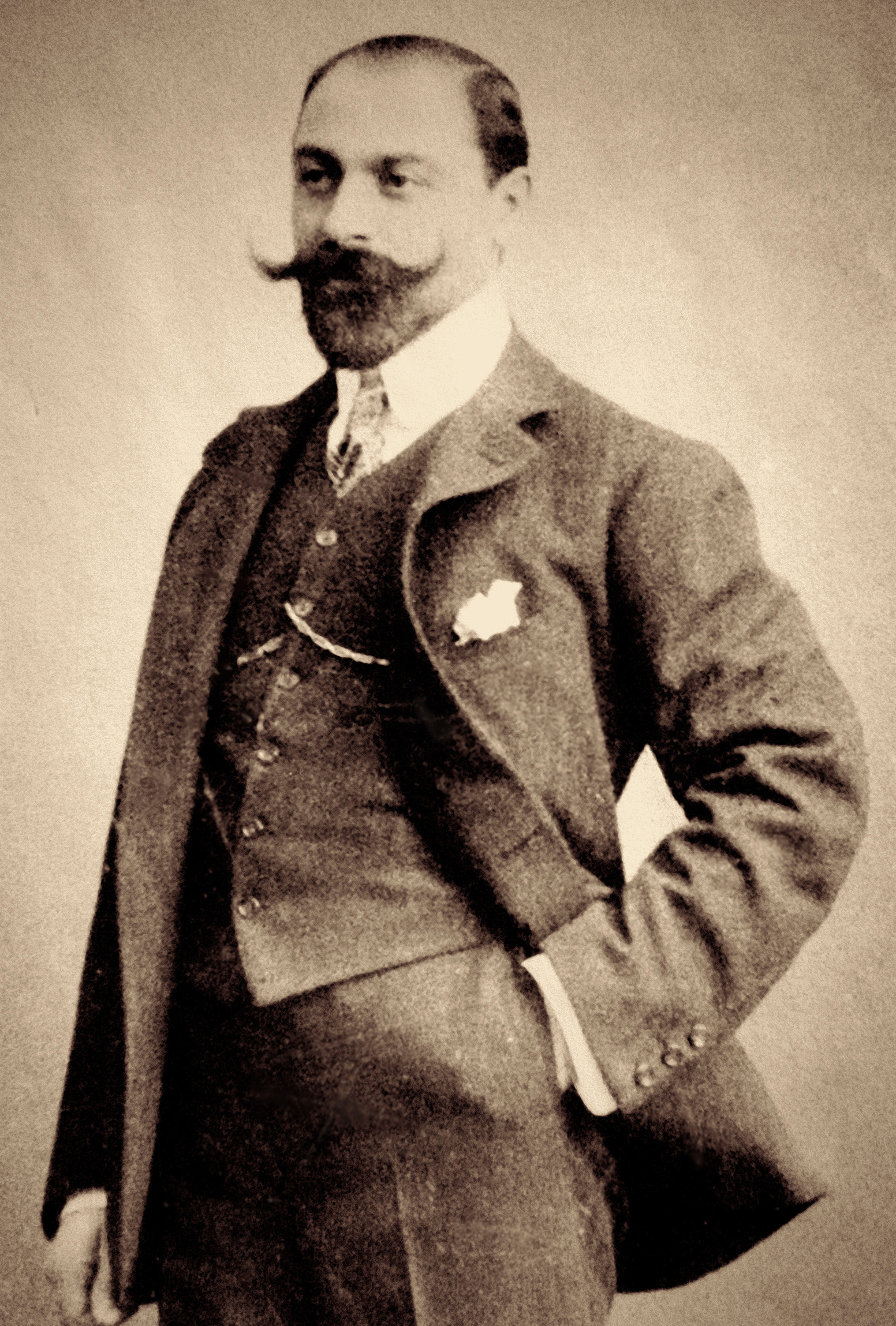
Giuseppe Squillante, ebanista, arredatore e creatore di mobili artistici. Sarno 1867 - Napoli 1942.

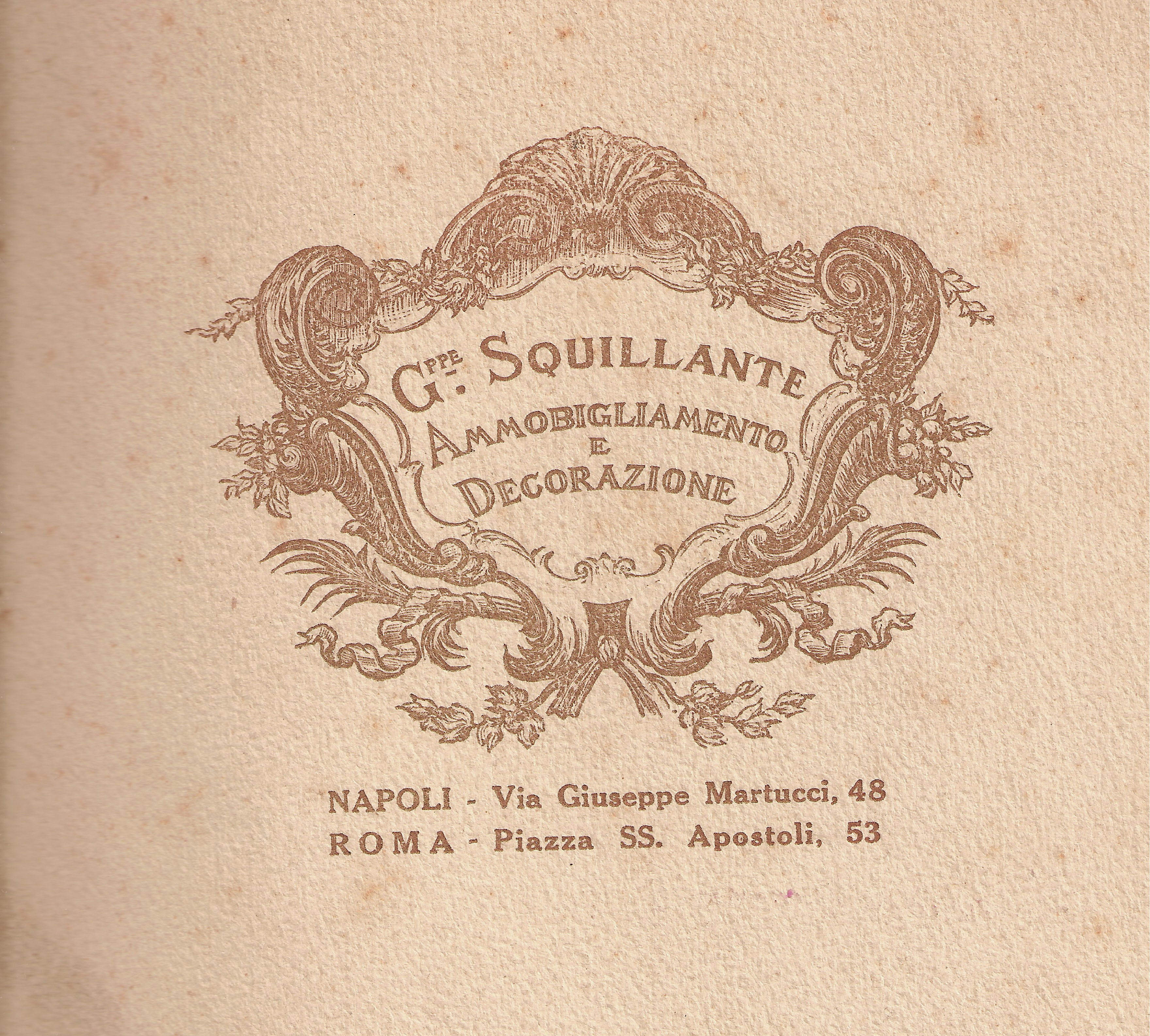
Il logo riprodotto in uno dei blocchi schizzi dell'artista

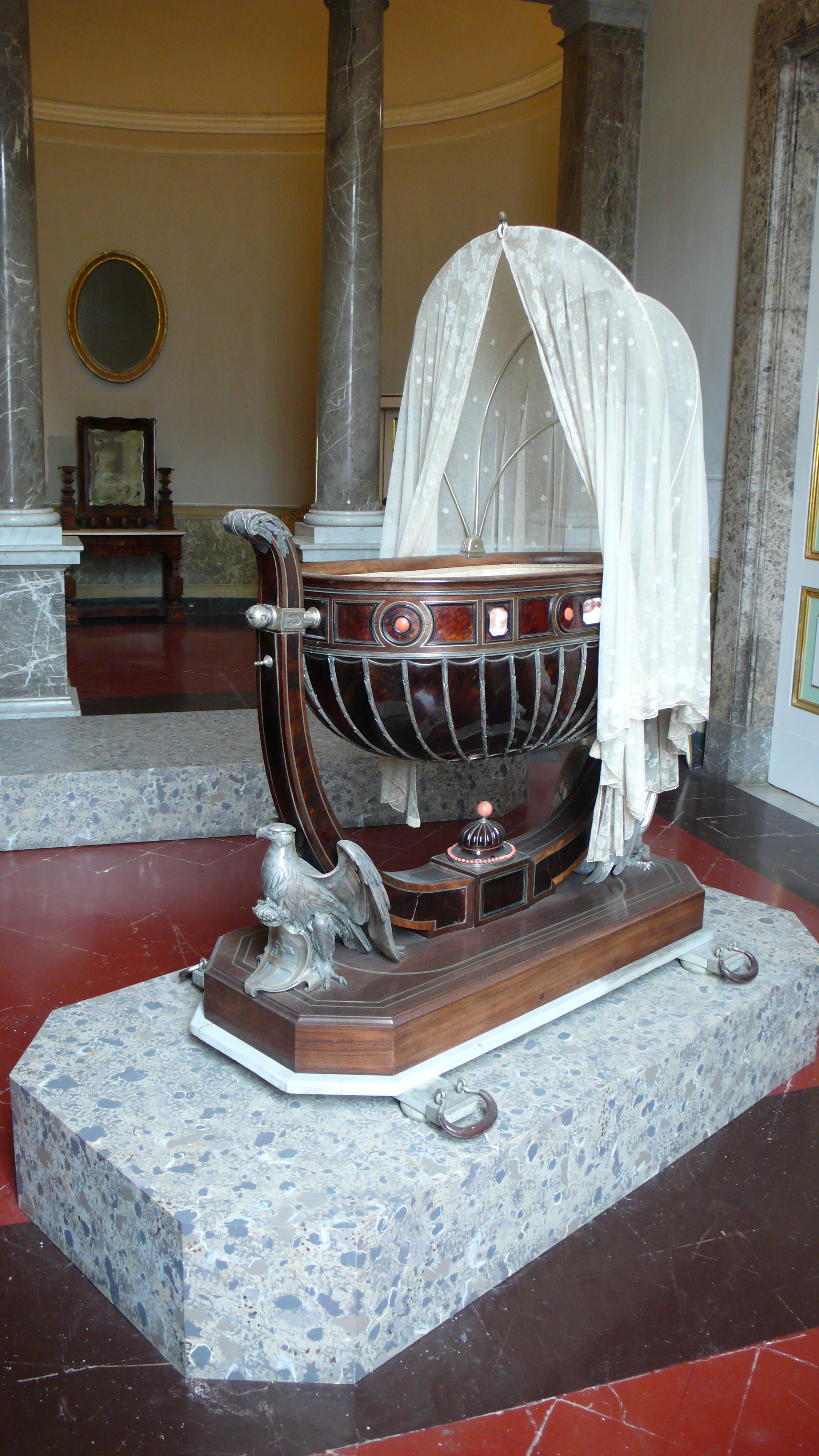
Culla donata nel 1934 dal Comune di Napoli alla casa Savoia in occasione della nascita di Maria Pia di Savoia.
Foto scattata nelle sale della Reggia di Caserta, nel 2012.

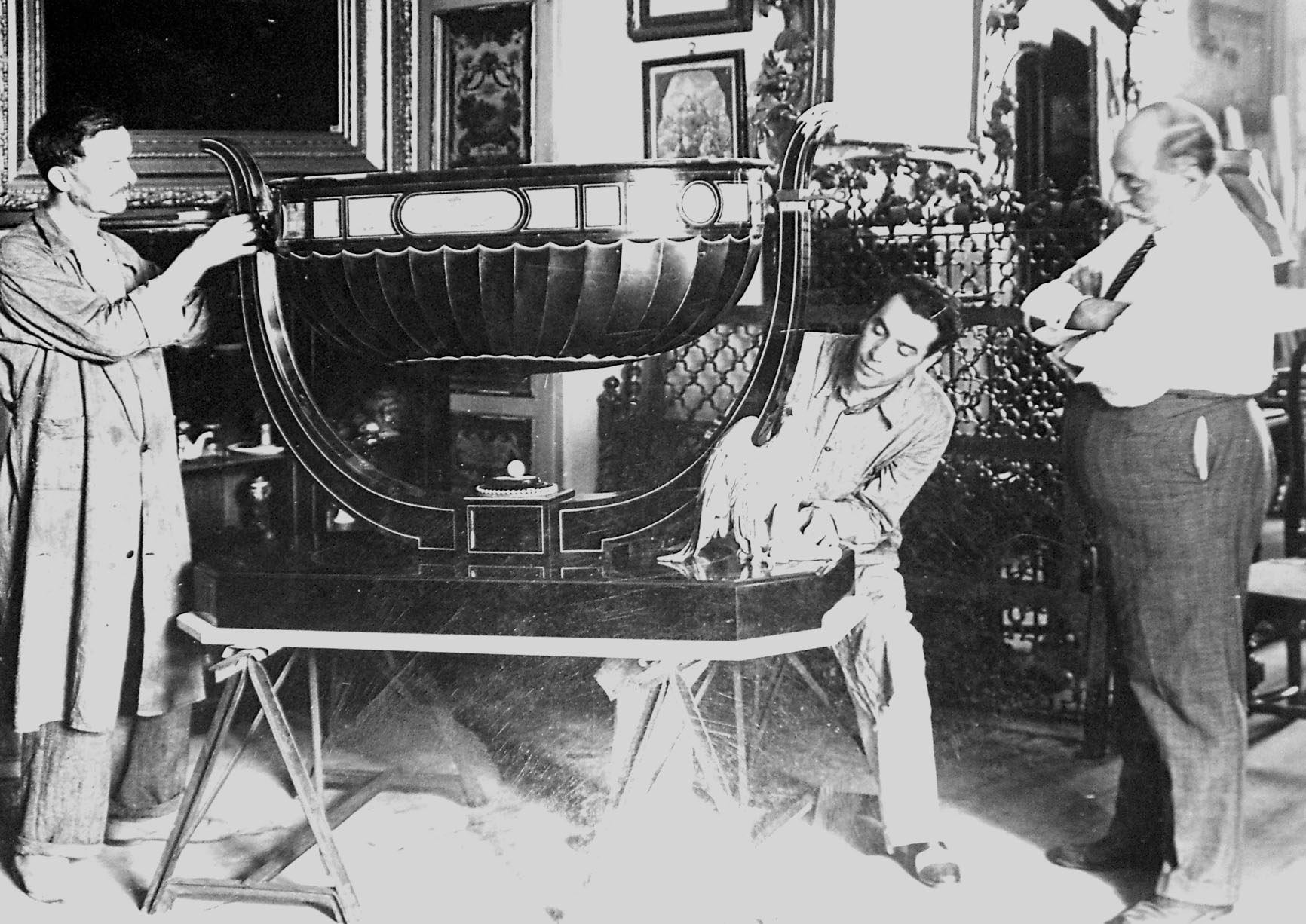
Due artigiani, nel laboratorio di Giuseppe Squillante a Napoli, lavorano alla culla da donare ai Savoia nel 1934, sotto la sua supervisione.

Giuseppe Squillante (Sarno, 12 marzo 1867 – Napoli, 12 gennaio 1942) è stato un ebanista italiano.

## Biografia
Arredatore e creatore di mobili artistici con laboratorio a Napoli (“di ammobigliamento e decorazioni”) in via Martucci e sede di rappresentanza a Roma, in Piazza Santi Apostoli (Palazzo Colonna), molto stimato negli ambienti aristocratici delle due città, attivo dall’inizio del ‘900 fino alla fine degli anni ’30; attività poi proseguita dal figlio Augusto (1910-1978) fino all’inizio degli anni ‘70. A Napoli, nel primo novecento, la sua reputazione era tale da essere considerato un vero "arbiter", richiesto per arredare i grandi appartamenti delle famiglie più abbienti, uniformandoli in stile Luigi quindici e sedici (come ricorda Elena Croce, Due città, Adelphi, Milano 1985).
Tra le diverse realizzazioni di Giuseppe Squillante si ricordano:
- il restauro degli interni di Villa Madama a Roma, che fu eseguito dal 1925 al 1928. La magnifica Villa, progettata da Raffaello per il Papa Leone X Medici, in quegli anni era in uno stato di degrado spaventevole,a ditta ridotta quale fatiscente fattoria, quando fu acquistata dal patrizio Carlo Dentice di Frasso e dalla consorte Dorotea Cadwell Taylor, per riportarla all'antico splendore.. La ristrutturazione comprese: una nuova pavimentazione, in marmo e in cotto,  nuovi soffitti in legno policromati e decorati, completo ammobigliamento, arredi decorativi in artistico ferro battuto, una nuova scala a forma elicoidale in travertino romano, arazzi ed inserti decorativi di marmo.  Menzione particolare meritano il soffitto della camera da letto della contessa simulante una voliera, la lussuosa stanza da bagno, le griglie in bronzo con ornati di foglie e fiori per i caloriferi. Tutto fu progettato e disegnato da Squillante e realizzato sotto la sua guida dai suoi artigiani. I marmi furono realizzati dalla ditta del commendatore Raffaele Medici. I preziosi arazzi parietali antichi, che rappresentano l'uno Giuseppe l'ebreo e l'altro Massinissa re di Numidia, furono scelti da Squillante e forniti dall’antiquario torinese Accorsi, con sede in via Po.
- a creazione e la realizzazione della culla donata nel 1934 dal Comune di Napoli alla casa Savoia in occasione della nascita di Maria Pia di Savoia ( culla successivamente utilizzata anche nel 1937 per la nascita di Vittorio Emanuele). La culla, realizzata nel laboratorio di Via Martucci, fu poi arricchita  dall'aquila e da inserti di camei in coralli e gemme forniti da artigiani di Torre del greco. Attualmente la culla è custodita nelle sale della Reggia dì Caserta.
- Il restauro e la decorazione degli interni, oltre agli arredamenti, della Villa Parisi (Taverna Parisi-Borghese) a Monte Porzio Catone,  Frascati, una delle Ville Tuscolane. I lavori furono eseguiti nei primi anni trenta del XX secolo. Come si legge a pagina 211 della eccellente guida turistico-culturale di Antonella di Lorenzo e Teresa Leone "Alla scoperta delle Ville dei Papi" (Palombi Editori), l'artista, chiamato dai proprietari Professore, oltre, come detto,  alla fornitura dei mobili, aveva fatto realizzare vari dipinti (dal pittore Di Domenico), tutti i bagni (della Luna ed altri) e vari pavimenti pregiati, tra cui quello nella Galleria delle Statue in mosaico (battuto) alla veneziana con motivo di conchiglie.  Sono da evidenziare inoltre le porte per l'ascensore in ottone dorato e tutte le porte al piano dei saloni (tranne quelle dorate settecentesche del salone centrale e delle quattro stagioni) e al secondo piano negli appartamenti. Inoltre fu lui a far acquistare i nani in pietra che sono sulla terrazza del giardino pensile.